# Annelie Gardell
Annelie Gardell född 1958, är en svensk skådespelare. Hon tillträdde den 1 januari 2014 som teaterchef för Dansens hus i Stockholm. 
Annelie Gardell är utbildad lärare och arbetade i många år med att undervisa i teater och estetiska ämnen. Hon har även arbetat som skådespelare, programledare och producent. 2001 engagerades hon som konstnärlig ledare för Dansbiennalen. Innan hon efterträdde Virve Sutinen som teaterchef för Dansens hus var hon konstnärlig ledare för Norrlandsoperans dansverksamhet.